# Komjáthy Béla
Komjáti Komjáthy Béla (Kárász, 1847. június 24. – Budapest, 1916. október 27.) magyar ügyvéd, politikus, jogi író, országgyűlési képviselő.

## Életpályája
Szülei Komjáthy Pál és Kállay Eulália voltak, 1847. július 4-én keresztelték. A gimnáziumi tanulmányait Sárospatakon, Debrecenben és Lőcsén végezte el. A jogot Kassán és Pesten hallgatta. 1867–1868 között Szabolcs megye tiszteletbeli és helyettes jegyzője volt. 1869-től Budapesten volt ügyvéd. 1875–1906 között függetlenségi párti országgyűlési képviselő volt. 1875–1878 között Túrkevét képviselte. 1875–1884 között Kunszentmárton választotta meg országgyűlési képviselőnek. 1879–1880 között a szegedi királyi biztosságn biztosi tanácsosa és a kisajátítási bizottság elnöke volt. 1884-ben elnyerte a karcagi kerület mandatumát. 1887-ben a karcagi és a ceglédi kerületben is megválasztatott, de a ceglédi mandátumát tartotta meg. 1892-ben a somlóvásárhelyi, 1896-ban a nagykaposi kerületben választották meg. 1897-ben egyházmegyei gondnokká választotta az ungi egyházmegye.
Híres bűnügyi védő volt, részben a lapokban megjelent, részben önállóan kiadott védőbeszédei a kor politikai életére jellemző források.

## Művei
- Szeged veszedelme (Satyricus költemény, 1880)
- Védbeszédek politikai sajtóperekben (Hentaller Lajos, Hoitsy Pál, Kászonyi Dániel… védelmére; Budapest, 1884)[7]
- Esküdtszéki tárgyalás (Olay Lajos képviselő ügye; Budapest, 1884)
- Daguerreotypek (Budapest, 1890)[8]
- Borkorcsolyák (Szentes, 1893)[9]
- Csalfa verőfények (Korrajz versekben a szent koalíció korából. I–III, Budapest, 1906–1910)